# Кира (одежда)

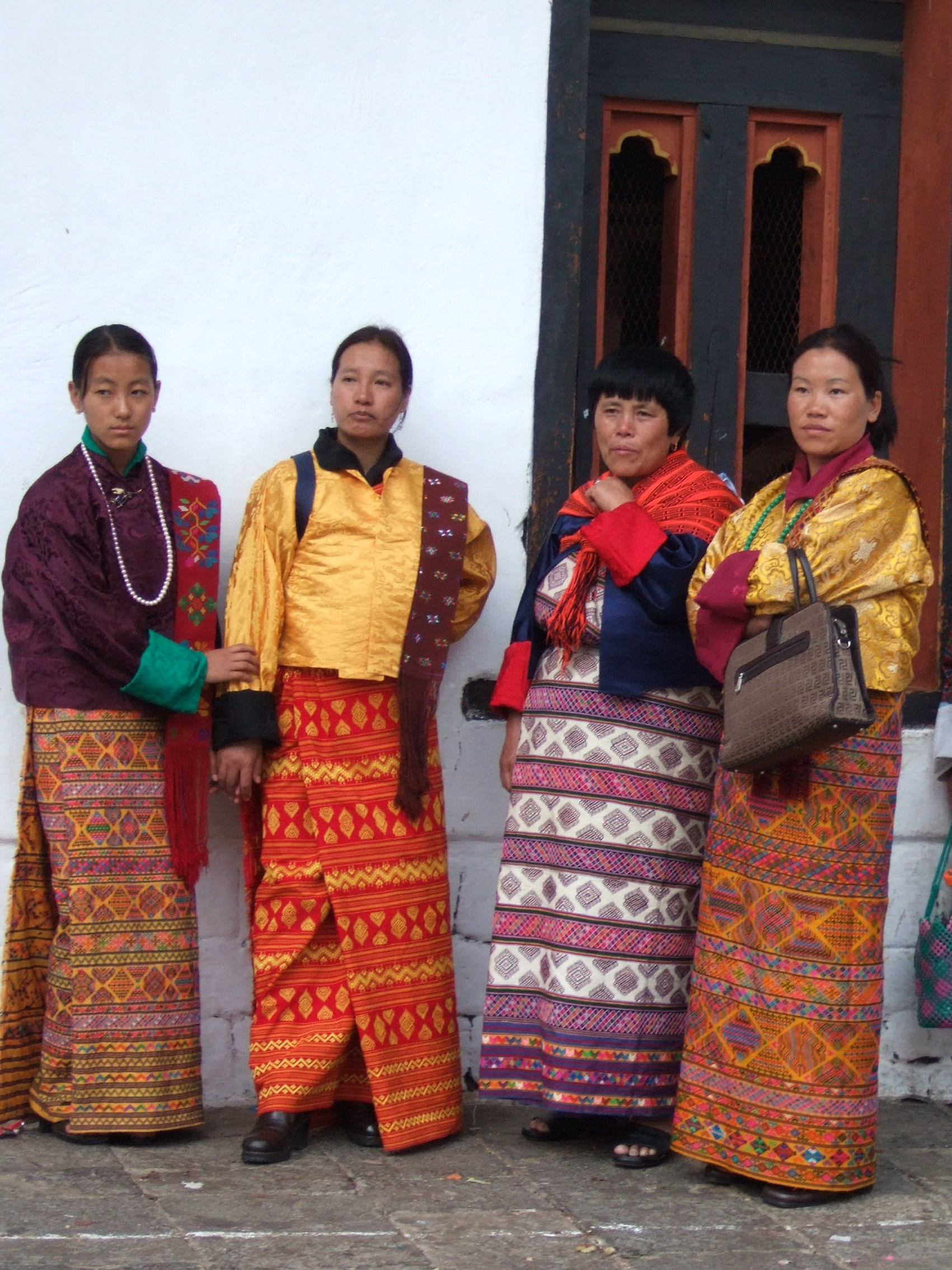
Бутанские женщины в кира и тего

Кира (дзонг-кэ དཀྱི་ར་ / དཀྱིས་རས) — национальный костюм женщин Бутана. Это одежда до самой земли, которая шьётся из трёх полотен, которые образуют большой прямоугольник. Его обычно особым образом оборачивают вокруг тела с большим запа́хом, закрепляя декоративными элементами, часто серебряной брошью. Под кира обычно надевается блузка вонджу, а сверху накидывается короткий жакет тего.
Кира обязательна в официальных учреждениях, школах, университетах и дзонгах.